# 마음대로 생각대로 사랑의 조크/사랑의 군단
《와가마마 키노마마 아이노 조크/아이노 군단》(わがまま 気のまま 愛のジョーク/愛の軍団 마음대로 생각대로 사랑의 조크/사랑의 군단[*])는 2013년 8월 28일 발매된 모닝구무스메의 쉰네 번째 싱글이다.

## 개요
- 다나카 레이나 졸업 후 첫 싱글.
- 52번째 싱글 "Help me!!"와 53번째 싱글 "브레인 스토밍/기미사에 아레바 나니모 이라나이"는 오리콘 CD 싱글 주간 랭킹에서 2작품 연속 1위를 획득했으며, 본 싱글에서는 3작품 연속 1위를 목표로 하고 있다.
- 초회한정반 A, B, C, D, E, 통상반 A, B의 7 형태로 발매.
- 초회한정반 A, B, C에는 DVD가 같이 수록되고 있다.
- 모든 초회한정반에는 이벤트 추첨 일련 번호 카드가 봉입되고 있다.

## 수록곡

### CD
초회한정반 A,B,C
1. わがまま 気のまま 愛のジョーク
작사, 작곡 : 층쿠 / 편곡 : 오쿠보 카오루
2. 愛の軍団
작사, 작곡 : 층쿠 / 편곡 : 오쿠보 카오루
3. 負ける気しない 今夜の勝負
작사, 작곡 : 층쿠 / 편곡 : 에가미 코타로
4. わがまま 気のまま 愛のジョーク (Instrumental)
5. 愛の軍団 (Instrumental)

초회한정반 D, 통상반 A
1. わがまま 気のまま 愛のジョーク
작사, 작곡 : 층쿠 / 편곡 : 오쿠보 카오루
2. 愛の軍団
작사, 작곡 : 층쿠 / 편곡 : 오쿠보 카오루
3. 坊や
작사, 작곡 : 층쿠 / 편곡 : 오쿠보 카오루 / 노래 : 미치시게 사유미, 후쿠무라 미즈키, 이이쿠보 하루나, 사토 마사키, 쿠도 하루카
4. わがまま 気のまま 愛のジョーク (Instrumental)
5. 愛の軍団 (Instrumental)

초회한정반 E, 통상반 B
1. わがまま 気のまま 愛のジョーク
작사, 작곡 : 층쿠 / 편곡 : 오쿠보 카오루
2. 愛の軍団
작사, 작곡 : 층쿠 / 편곡 : 오쿠보 카오루
3. ふんわり恋人一年生
작사, 작곡 : 층쿠 / 편곡 : AKIRA / 노래 : 이쿠타 에리나, 사야시 리호, 스즈키 카논, 이시다 아유미, 오다 사쿠라
4. わがまま 気のまま 愛のジョーク (Instrumental)
5. 愛の軍団 (Instrumental)

### DVD
초회한정반 A
1. わがまま 気のまま 愛のジョーク (Music Video)
2. わがまま 気のまま 愛のジョーク (Dance Shot Ver.)

초회한정반 B
1. 愛の軍団 (Music Video)
2. 愛の軍団 (Dance Shot Ver.)

초회한정반 C
1. わがまま 気のまま 愛のジョーク (Close-up Ver.)
2. 愛の軍団 (Close-up Ver.)

## 차트
- 일간최고순위 1위 (오리콘 차트)
- 주간최고순위 1위 (오리콘 차트)